# Пейкер, Александр Эммануилович
Александр Эммануилович Пейкер (1776—1834) — российский генерал-лейтенант, бригадный и дивизионный командир во время Отечественной войны 1812 года, генерал-лейтенант Русской императорской армии.

## Биография
Родился 27 ноября (8 декабря) 1776 года в Дерпте, в семье лифляндских дворян; его отец служил переводчиком при Городовом суде. С 1787 года воспитывался в частном пансионе и уже после смерти своего отца, был отправлен в 1789 году из Дерпта в Санкт-Петербург к родственнику, который определил его в 1790 году капралом в 5-й флотский батальон, находившийся в Кронштадте.
Летом 1793 года Пейкер находился при команде, препровождавшей из Ораниенбаума в Кронштадт партию арестантов. Арестанты собирались сбежать, пользуясь ночным временем и малочисленностью конвоя, но их замысел не осуществился благодаря распорядительности Пейкера. Узнав об этом, тогдашний генерал-адмирал великий князь Павел Петрович перевёл Александра Эммануиловича Пейкера в свои гатчинские войска с переименованием в подпрапорщики; через год он был произведён в портупей-прапорщики, а в 1795 году в подпоручики; после этого Пейкер поступил в батальон великого князя Александра Павловича.
После смерти Екатерины II, император Павел, желая вознаградить свои гатчинские войска, определил всех теми же чинами в гвардию, причем батальон, в котором служил Пейкер, поступил в Семёновский лейб-гвардии полк. Находясь в этом полку, Пейкер в 1797 году получил чин поручика, в 1799 — штабс-капитана, в 1801 — капитана, в 1805 — полковника; был награждён орденами Св. Иоанна Иерусалимского (1800) и Св. Анны 3-й степени на шпагу (1804).
После более девяти лет службы в Семёновском полку в апреле 1806 года Пейкер перевёлся в 1-й морской полк и в январе 1807 года стал его шефом. В январе 1810 года был переведён в том же звании во 2-й морской полк, а в июне 1811 года стал одним из бригадных командиров 1-го и 2-го морских полков, оставаясь при этом шефом последнего из них. Ещё за месяц до этого назначения, ему пожаловали «за ревностную службу и обучение экипажей Балтийского флота» орден Св. Владимира 4-й степени.
Во время Отечественной войны 1812 года Пейкер занимался обучением новгородских дружин. В середине октября под началом князя Волконского, занимавшегося боевым охранением московской дороги и путей Гжатск — Зубцов — Ржев — Осташков, Пейкер выдвинулся через Старую Руссу и Осташков на Торопец, а оттуда форсированным маршем на Витебск. Вступив в пределы Пруссии, участвовал в преследовании выступавших из Курляндии войск маршала Макдональда до Диршау, расположенного на Висле, к югу от Данцига. Оттуда 12 января 1813 года выдвинулся для блокирования крепости Пиллау со стороны моря в тот момент, когда отряд генерал-майора графа Сиверса обложил её со стороны суши. Пейкер выступил со 2-м морским полком, двумя эскадронами конницы и шестью орудиями артиллерии. Прибыл под Пиллау 25 января, совершив затруднительный и опасный переход по ненадежному льду через залив Фришгаф. Через два дня крепость сдалась. Пейкер возвратился прежним маршрутом к Диршау.
В середине февраля вошёл в группу войск, предназначенных для блокады Данцига, защищенного 30-тысячным гарнизоном под начальством генерала Раппа. Пейкер с своим полком находился в распоряжении генерал-майора Кульнева. 12 марта неприятель осуществил вылазку из предместья Лангфур, и, уничтожив несколько передовых постов русских войск, возвратился в крепость. Командовавшего на левом крыле генерала Вельяминова, тяжело раненого, заменил генерал Горбунцов, которого по болезни заменил Пейкер. В начале апреля командование всей группой войск принял генерал от кавалерии герцог Александр Вюртембергский. Изменив размещение войск герцог поручил Пейкеру центральный отряд, расположенный в Пицкендорфе, Вонеберге и Шенфельде.
В конце апреля Пейкер принял командование 25-й пехотной дивизией и 1 мая убыл на усиление армии Витгенштейна к Франкфурту-на-Одере. Во время марша получил приказ о возвращении под Данциг. По прибытии 15 мая принял командование резервом центра, затем принял командование над прежним отрядом. За проявленные образцы храбрости и распорядительность во время сражений 19 и 28 мая Пейкер был награждён орденом Св. Анны 2-й степени и золотой шпагой «за храбрость». После короткого перемирия (с 29 мая по 12 августа) возобновились боевые действия. Особенно активные бои проходили с 18 по 22 августа, когда войска Пейкера не выходили из боя все четыре дня и особенно отличились при вытеснении неприятеля из леса, близ предместья Оры. За эти бои Пейкер был награждён орденом Св. Владимира 3-й степени, а 15 сентября за отличия, оказанные до перемирия, был произведен в генерал-майоры.
В осаде Данцига Пейкер участвовал до самого конца и оставался в Данциге до 10 марта 1814 года. Со своей бригадой получил предписание идти вместе с 25-й дивизией генерал-лейтенанта Вельяминова в Варшавское герцогство, далее в Гродненскую губернию до города Лиды. На протяжении восьми месяцев ввиду отсутствия генерал-лейтенанта Вельяминова он исполнял обязанности командира дивизии.
С получением известия о возвращении Наполеона с острова Эльбы Пейкер выдвинул бригаду (1-й и 2-й морские полки) во Францию походным маршем, но был остановлен в Цвикау (в Саксонии) известием о победе над Наполеоном при Ватерлоо. Бригада вернулась в Россию. Император Александр довольный службой Пейкера и отличным состоянием вверенной ему бригады пожаловал ему в 1819 году орден Св. Анны 1-й степени, а 11 мая 1824 года Пейкер был назначен начальником 1-й пехотной дивизии (бывшей 25-й).
Император Николай I 22 августа 1826 года в день своей коронации произвёл Пейкера в генерал-лейтенанты. Но в связи с ухудшением состояния здоровья по своей просьбе был назначен 11 февраля 1828 года комендантом в Нарву. Будучи комендантом Нарвы в мае 1831 года в связи первым появлением в России холеры Пейкеру было поручено устройство карантина в Нарве с кордонной линией от Финского залива, вдоль левого берега реки Наровы и по восточным берегам Чудского и Псковского озёр, до границы Псковской губернии. Нарвским комендантом Пейкер был до самой смерти, наступившей 7 (19) июля 1834 года.

## Семья
Жена: Елизавета Сергеевна, урожд. Авцова (1777—15.07.1838). Запись о смерти жены №31:ЦГИА СПб. ф.19. оп.111. д.297 л.333об. МК Благовещенской церкви на Васильевском острове 
Дети: Александр (1804—1861) Павел (?—1853); Мария (?—1848). Жена и дети были похоронены на Смоленском православном кладбище в Петербурге